# Almonte
Almonte é um município na costa atlântica, no sudoeste de Espanha. Com 25.327 habitantes, ocupa o terceiro lugar na província a sua área de 859,2 km² coloca-o em 19º lugar no ranking nacional. Situa-se a uma altitude de 75 metros e a 65 km da costa sul de Portugal. O município inclui a cidade de Almonte, a aldeia de El Rocío, a localidade costeira de Matalascañas e grande parte do Parque Nacional de Doñana, Património Mundial da UNESCO. Dois dos seis Monumentos Naturais protegidos pelo Governo Regional da Andaluzia em Huelva também se encontram em Almonte. Hoje, o município é reconhecido internacionalmente graças aos seus mais de 50 quilómetros ininterruptos de costa (a mais longa de Espanha) e à peregrinação do Rocío, um evento que reúne mais de um milhão de pessoas de todo o país e do estrangeiro na aldeia homónima. A arquitetura desta aldeia, juntamente com outros elementos culturais do município, foi exportada para a América, influenciando a cultura do Velho Oeste. A sua indústria agroalimentar orgânica, uma das maiores da Europa, é também notável.Almonte é membro fundador e sede da Associação de municípios com território em parques nacionais, foi o primeiro município de Espanha a assinar a Carta para a Sustentabilidade, é o único município do país com plataforma de lançamento de foguetes e o único da Andaluzia com residência oficial.

## História
Almonte, tal como outras cidades fundadas pouco antes da Reconquista, tem uma história variada e participou, em maior ou menor grau, em acontecimentos históricos significativos, desde a Conquista da América até à Guerra Hispano-Americana, incluindo as Guerras Napoleônicas. O fim dos conflitos territoriais com Niebla em 1335 moldou a dimensão atual do município.  Embora o centro urbano tenha sido oficialmente fundado no século VIII, múltiplas populações habitaram-no desde a pré-história. O actual estatuto de protecção de parte do território como área de influência do parque nacional de Doñana implica uma dificuldade acrescida na realização de levantamentos arqueológicos que facilitem o estudo aprofundado dos períodos pré-histórico e antigo do município.

### Pré-história

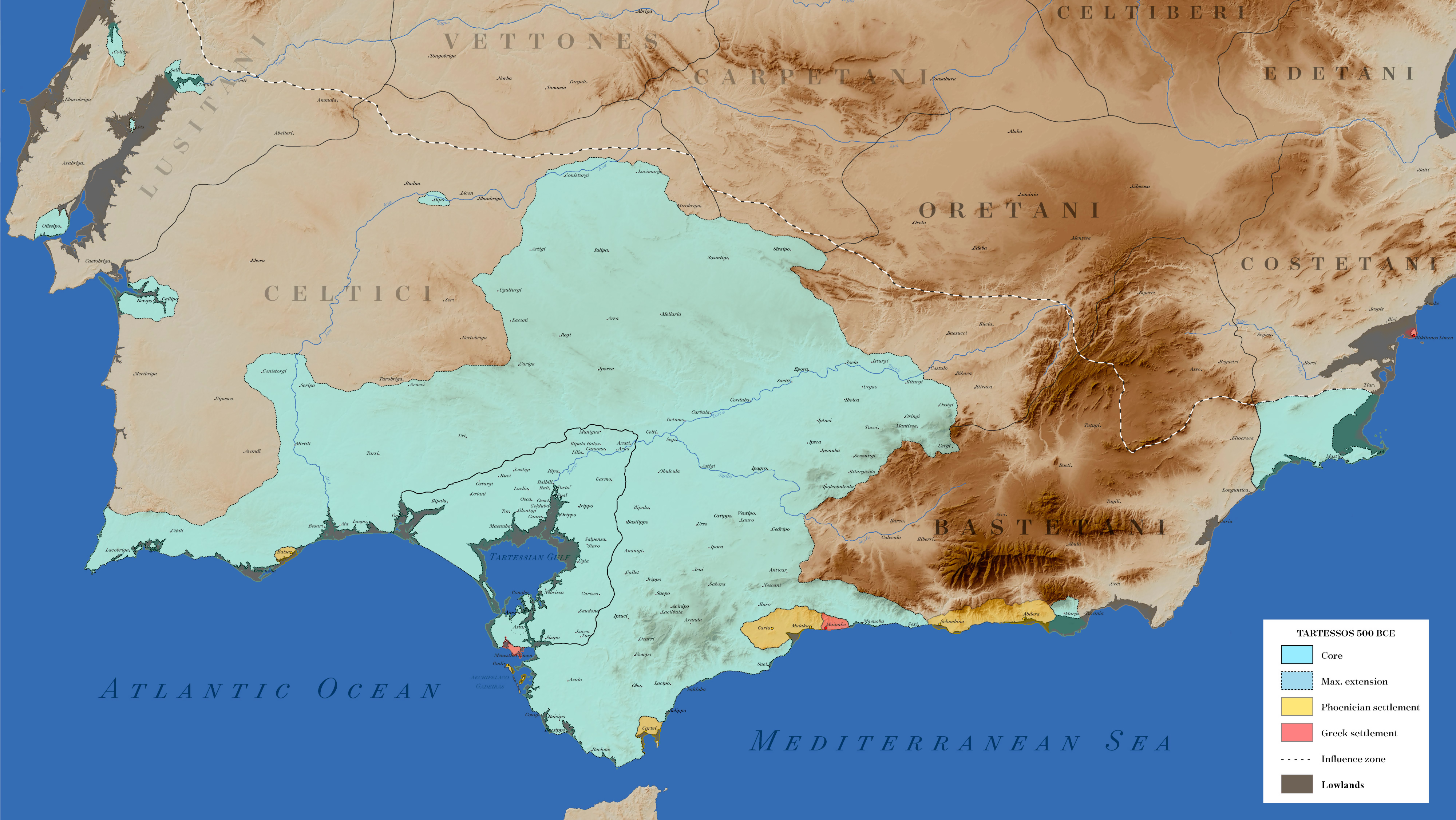
A Região da Tartessia existiu desde a Idade do Cobre, com o Rio Tartessos (mais tarde Baetis)

Os primeiros povoamentos humanos no município ocorreram na Idade do Bronze. Foram encontrados vestígios de metais tartessianos perto do riacho San Bartolomé, a norte do município, que correspondem ao povoado tartessiano de San Bartolomé de Almonte, com 40 hectares de área e 95 metros acima do nível do mar, que se dedicava à produção de prata por copelação e ao seu posterior comércio com o rio Guadalquivir. Acredita-se que este povoado tartessiano teve dois períodos de esplendor, um durante a Idade do Cobre, baseado em metais datados de 3000 a.C., e o outro na Idade do Bronze Final, do século IX ao VI a.C. A arquitetura que se manteve durante todo este tempo foram as típicas cabanas ovais escavadas e feitas principalmente de ramos e barro. Nesta altura ainda existia o Lacus Ligustinus, que cobria parte de Huelva, Sevilha e Cádis, e foi sendo reduzido ao longo da Idade Antiga até se tornar num pântano sedimentar fechado, tendo o rio Guadalquivir como única saída para o mar em 700 a.C.

### Idade Antiga
Segundo o historiador Rodrigo Caro, Almonte era a cidade romana de Alostigi durante o século V a.C. Foram também encontrados vestígios romanos no Cerro del Trigo (hoje parte do parque nacional de Doñana). Aí, os arqueólogos Adolf Schulten e Jorge Bonsor, em busca da Atlântida, descobriram as ruínas de uma fábrica de gao e de um povoado. Sabe-se da existência de pelo menos mais quinze destas fábricas ao longo da costa, bem como de uma necrópole romana com vários corpos enterrados, que parecem ter morrido jovens devido a doenças articulares. Moedas e outras ferramentas dos séculos V e II a.C. também foram encontradas.

### Idade Média
O actual centro urbano surgiu oficialmente no século VIII com o nome de Al-Yabal, embora, a partir do século X, o historiador hispano-muçulmano Ibne Haiane mencione a fortaleza de Al-Munt (que significa literalmente "O Monte") na sua obra "Al-Muqtabis". Al-Munt foi na Cora de Niebla. Embora a raça equina estivesse presente na região de Doñana há séculos, só no século VIII, durante o domínio muçulmano, é que a criação do cavalo marismeño começou a intensificar-se em Almonte. Foi designada como espécie protegida, tendo-se iniciado a tradicional procissão das éguas.
Almonte foi reconquistada no início do século XIII, com a incorporação da Taifa de Niebla na Coroa de Castela, sob um protetorado. Após a revolta mudéjar de 1264, esta taifa foi incorporada no território real do Reino de Sevilha. Foi o rei cristão Afonso X O Sábio, que, envolto na lenda da Floresta das Rocinas, sobre um caçador que encontrou a imagem da virgem, ordenou a construção do primeiro santuário dedicado a Santa María de las Rocinas na sua localização atual, a aldeia de El Rocío, em 1270, tendo estabelecido o seu território real de caça neste território oito anos antes.
Em 1335, Álvar Pérez de Guzmán tomou a cidade de Almonte, hoje castelhana e independente de Niebla (que se tornou condado em 1369) e com as suas atuais dimensões municipais. Durante o século XIV, Almonte chegou a entrar em conflito com o condado por questões territoriais. Assim que os Duques de Medina Sidónia se tornaram senhores da cidade, os conflitos com Niebla terminaram (uma vez que eram os condes de Niebla).

### Idade Moderna
A atividade económica de Almonte foi reativada após o Descobrimento da América, quando o comércio entre o porto de Palos de la Frontera e Sanlúcar de Barrameda aumentou e se iniciou a exportação de azeite para a América. Este afluxo de comerciantes aumentou também o interesse por Santa María de las Rocinas e pelo seu santuário no meio da floresta. De facto, um estudo arqueológico com georradar confirmou que El Rocío foi um dos portos fluviais mais importantes do final da Idade Média e do Renascimento.  Durante a Idade Moderna, Almonte exerceu uma influência cultural na América, particularmente refletida na cultura do Velho Oeste, uma vez que tanto os cavalos Mustangue (derivado do cavalo marismeño) como a arquitetura típica das cidades do Oeste americano tiveram origem em Almonte.

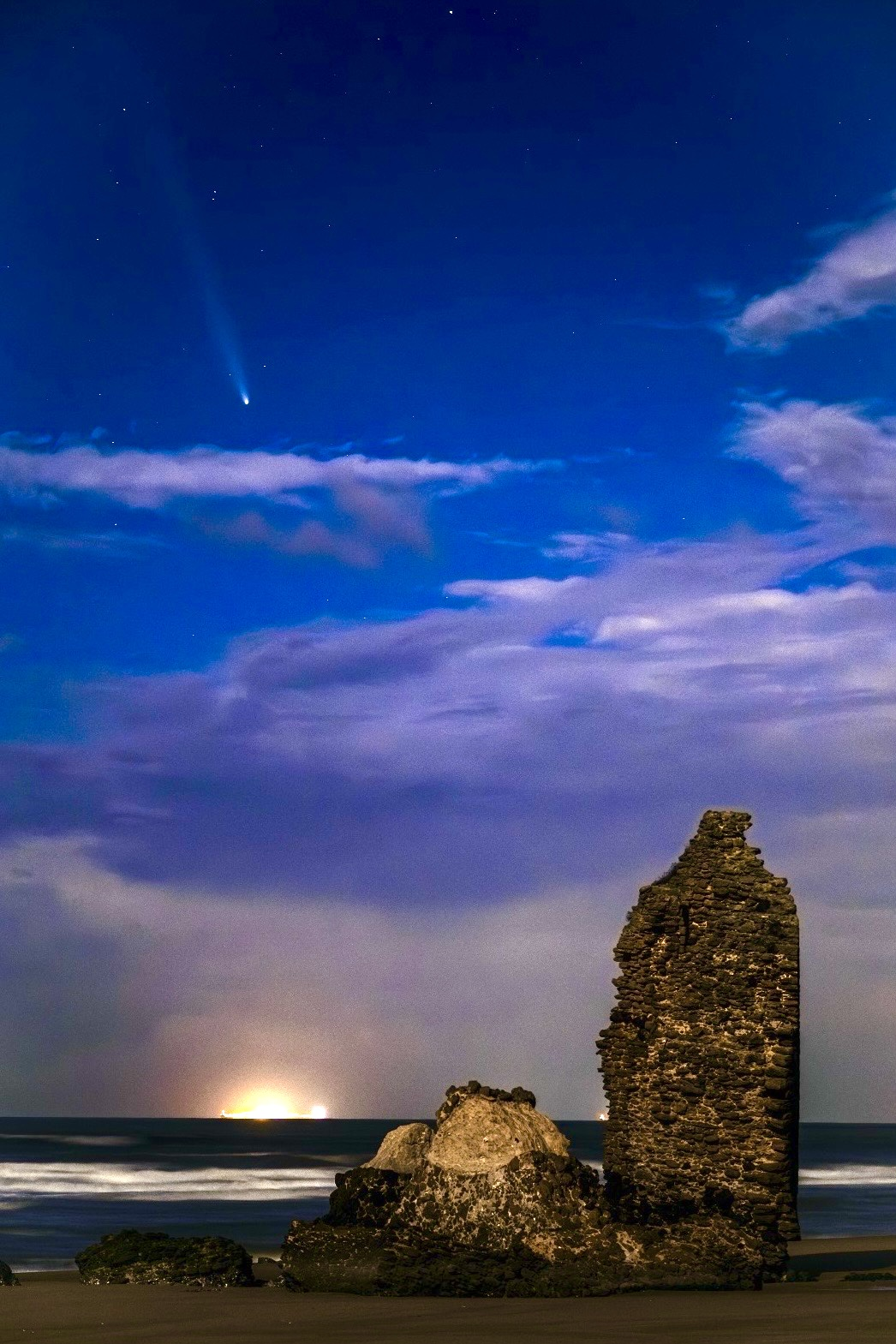
Ruínas da Torre del Oro (Almonte)

 Em 1499, os Duques de Medina Sidonia adquiriram Almonte, com a intenção de unificar as suas terras em Huelva e Cádis. Em 1583, Almonte adquiriu a área a sul do riacho de la Rocina por 250 ducados, incluindo o território que mais tarde se tornaria o parque nacional de Doñana, estabelecido pela coroa como área de caça real. Para além da caça, também se dirigia criação e a população local dedicava-se à agricultura. Até ao século XIX, os proprietários de terras administravam o concelho, influenciando o governo.
Durante o século XVI, Almonte intentou inúmeras ações judiciais contra Niebla e os Duques de Medina Sidonia sobre a propriedade, o uso e a jurisdição da zona de caça de Doñana, afetando particularmente as atividades de caça. Foi durante este período que Filipe II ordenou a instalação de torres de vigia ao longo de toda a costa andaluza, seis das quais localizadas em Almonte. Desde o século XVII que os monarcas visitavam ocasionalmente o parque nacional de Doñana, o que acabou por originar visitas e estadias de férias dos chefes de governo na residência oficial do Palácio das Marismillas.
Em 1598, Santa María de las Rocinas (então conhecida como Virgem de El Rocío) foi transferida para Almonte pela primeira vez. Este acontecimento repetir-se-ia em inúmeras ocasiões subsequentes, geralmente devido a desastres naturais ou conflitos armados. Foi fundada a Hermandad Matriz (a primeira instituição oficial organizada pelos devotos da virgem em Almonte). A Virgem de El Rocío foi oficialmente reconhecida como padroeira de Almonte em 1653, e as diversas irmandades subsidiárias iniciaram as suas peregrinações anuais, destacando-se, por ordem de antiguidade, as de Villamanrique de la Condesa, Pilas, La Palma del Condado, Moguer e Sanlúcar de Barrameda.
Em 1747, a câmara municipal obteve isenção de impostos sobre a venda de produtos durante a peregrinação de Rocío, o que aumentou exponencialmente o número de visitantes à vila. O Sismo de Lisboa de 1755 destruiu grande parte do sudoeste de Espanha, incluindo o centro histórico de Huelva, as torres de vigia costeiras e a antiga capela, necessitando de restauro. Após anos de insistência da Câmara Municipal, em 1772 o Ducado de Medina autorizou a inauguração da então denominada "Feira do Rocío", que adotou o nome "Real" após a aprovação do rei.

### Contemporaneidade
Durante os séculos XVIII e XIX, a economia de Almonte baseou-se na agricultura (oliveiras e vinhas) e na pecuária extensiva (cavalos, cabras, ovelhas, colmeias…), favorecida pela sua área florestal. A 17 de agosto de 1810, o general francês Pierre D'Osseaux foi executado en Almonte, o que levou ao envio de mais de 1.000 soldados de Sevilha. Durante a Guerra Peninsular, a população transferiu a imagem da Virgem de El Rocío da aldeia, implorando a sua proteção. As tropas retiraram ao chegar a Pilas. Desde então, o voto de "El Rocío Chico" é celebrado anualmente.
No século XIX, a desamortização na Espanha permitira a privatização de terras, impulsionando a atividade agrícola e proporcionando aos jornaleiros o acesso à propriedade. A Lei de 1811 concedeu aos Duques de Medina Sidonia a propriedade da reserva de caça de Doñana, impedindo a sua distribuição, o que favoreceu a sua conservação. O agricultor burguês de Almonte, Domingo Castellanos, foi um dos principais opositores à administração dos duques e foi proprietário da reserva durante o século XIX, ajudando a fomentar o interesse ecológico pela zona. Em 1900, Guillermo Garvey adquiriu a propriedade e fundou uma sociedade de caça com naturalistas britânicos como Abel Chapman. Posteriormente, o Marquês de Mérito e Salvador Nogueras promoveram a reflorestação face à ameaça de expropriação estatal em 1952. Desde 1949 que a Virgem do Rocío visita Almonte de sete em sete anos, permanecendo durante nove meses.
Em 1953, realizou-se em Almonte a primeira campanha nacional de anilhagem de aves, liderada por José Antonio Valverde, marcando o início do interesse científico pela área. Em 1957, a “Doñana Expedition” trouxe visibilidade internacional à zona. Em 1959, a Wetlands International propôs a criação de uma reserva ecológica. Valverde, com o apoio do Conselho Superior de Investigações Científicas (CSIC), organizou a compra da propriedade Las Nuevas, nas margens do rio Guadalquivir, para a instalação de um centro de investigação. Em 1962, o Fundo Mundial para a Natureza forneceu financiamento e, em 1965, foi fundada a Estação Biológica de Doñana. Numa década, foram investidas 76 milhões de pesetas. Em 1969, foi criado o Parque Nacional de Doñana, sob a tutela do Ministério da Agricultura. Em 1973, o CSIC identificou quatro ameaças: a auto-estrada Huelva-Cádiz (a única que foi paralisada), o plano agríocola nacional, o desenvolvimento urbano de Matalascañas e as minas de Aznalcóllar.
Hoje, Almonte é conhecida pela peregrinação de El Rocío (desde o final do século XIX), pelo parque nacional de Doñana (desde meados do século XX), pelo turismo de praia (Torre del Oro, Cuesta Maneli e Matalascañas) e pela sua indústria agroalimentar orgânica, herdada da sua tradição agrícola.

## Demografia
Já em 1534, Almonte era a cidade mais populosa do Condado de Niebla, com mais de 2.000 habitantes, atingindo os 3.000 em meados do século XVIII. A população tem crescido constantemente desde a década de 1960, especialmente a partir dos anos 2000. Entre novembro e junho, época de pico da colheita de frutos vermelhos, a população de Almonte praticamente duplica, atingindo os 50.000 habitantes, representando um grande desafio para os setores da saúde, comércio e segurança do município.

## Administração municipal
A câmara municipal de Almonte centraliza a gestão dos três principais centros urbanos do município (a cidade de Almonte, a aldeia de El Rocío e a localidade costeira de Matalascañas). Administrado pelo Ducado de Medina Sidonia ao longo do século XVIII, o governo local assumiu o centro das atenções a partir de 1812. A política de Almonte concentrou-se, ao longo do século XIX, em sete áreas principais: ordem e saúde públicas, bens de consumo, propriedade, tensões entre agricultura e pecuária, salários diários e caça. Em 1858, Antonio Martín Villa, almontenho e Reitor da Universidade de Sevilha, escreveu à Câmara Municipal solicitando o registo de toda a fauna do município. Os lobos, as raposas e até as águias continuaram a ser eliminados até à década de 1930. Devido à expansão dos centros urbanos e ao crescimento populacional na segunda metade do século XX, Almonte enfrentou múltiplos desafios ambientais, climáticos, económicos, sociais e demográficos. Alguns destes problemas incluem a acumulação de resíduos em espaços naturais devido ao grande fluxo de turistas durante os festivais locais; a falta de consciência ambiental da parte da população; o uso agrícola de caminhos naturais que os tornam difíceis para peões e ciclistas; a utilização predominante de veículos particulares; o uso limitado da biomassa e a existência de habitações dispersas, especialmente para os trabalhadores sazonais.
A Câmara Municipal de Almonte é constituída por 21 vereadores. Após duas décadas de estabilidade política sob o PSOE (Partido Socialista Operário Espanhol) com Francisco Bella, que governou durante cinco mandatos consecutivos de 1991 a 2011, seguiram-se dois mandatos em que governaram coligações de partidos com ideologias diferentes. O PP (Partido Popular, com nove vereadores) ocupou a câmara municipal em conjunto com a Esquerda Unida (com dois vereadores) de 2011 a 2015, levando à destituição da EU dos dois vereadores que apoiaram a investidura. Nestas eleições, Bella voltou a obter a maioria com 10 vereadores. Em 2019, o partido independente Ilusiona venceu as eleições, liderado pelo Bella, conquistando nove vereaçãos no conselho. No entanto, foi o partido de esquerda Mesa que conquistou a câmara municipal com apenas dois vereaçãos no conselho, graças a um pacto com todas as outras forças políticas dissidentes. Esta coligação era constituída por três partidos: PSOE (com seis vereadores), PP (com três) e Mesa (com dois vereadores). Nas eleições de 2023, Bella obteve a maioria absoluta com 12 vereadores para Ilusiona, tornando-se o partido com o sexto maior número de vereadores a nível provincial e o 15º a nível regional. O PSOE perdeu dois, Mesa perdeu um e o partido independente IxA desapareceu. O recenseamento eleitoral para estas eleições foi de 17.095. Bella foi presidente da Câmara de Almonte durante mais de 20 anos, sendo o político que governou o concelho durante mais tempo.

## Urbanismo
Os três aglomerados populacionais do município apresentam características urbanas muito distintas, fruto da sua localização geográfica e dos diferentes períodos e funções de cada um. Enquanto a cidade de Almonte evoluiu estilisticamente desde a sua fundação no século VIII até aos dias de hoje, com ruas antigas, estreitas e empedradas no centro histórico e edifícios antigos restaurados, a aldeia de El Rocío manteve as suas ruas largas, direitas e sem pavimento, adaptadas ao tráfego equestre do século XIX. A localidade costeira da Matalascañas, uma área residencial estabelecida no século XX pouco antes do parque nacional circundante, foi delimitada pelo parque e possui edifícios altos devido ao espaço limitado disponível para a grande população de veraneio.
As ruas centrais de Almonte foram construídas em redor da igreja, um edifício do século XV construído como extensão de uma capela mudéjar do século VIII, quando a cidade foi fundada. No final do século XIX, foram instalados candeeiros a petróleo, a praça foi revestida a cimento e as ruas adjacentes foram pavimentadas. Em 1912, a iluminação era elétrica, em 1930, foi estabelecido o serviço telefónico por cabo e, em 1956, foram instaladas lâmpadas fluorescentes. Em 1971, foi criada a primeira associação de água, juntamente com os municípios de Bollullos e Rociana. Em 1998, a câmara municipal recebeu 938 licenças de construção. Em 2006, o concelho já tinha ultrapassado as 27.000 unidades urbanas e os 20.000 habitantes. Existem nove parques municipais, incluindo o maior, o Parque Alcalde Mojarro, com uma área de 44.831 m². Contém uma variedade de espécies de árvores, um lago central que alberga várias espécies de aves migratórias, peixes e anfíbios, várias áreas de baloiço e equipamentos de fitness, um workshop de bosai, uma pista de patinagem, um par de equídeos, o auditório Maestro Acosta, uma horta-oficina e uma sala polivalente. Matalascañas tem outro cinema de verão e um local para festivais, o Surfasaurus.

### El Rocío e Matalascañas

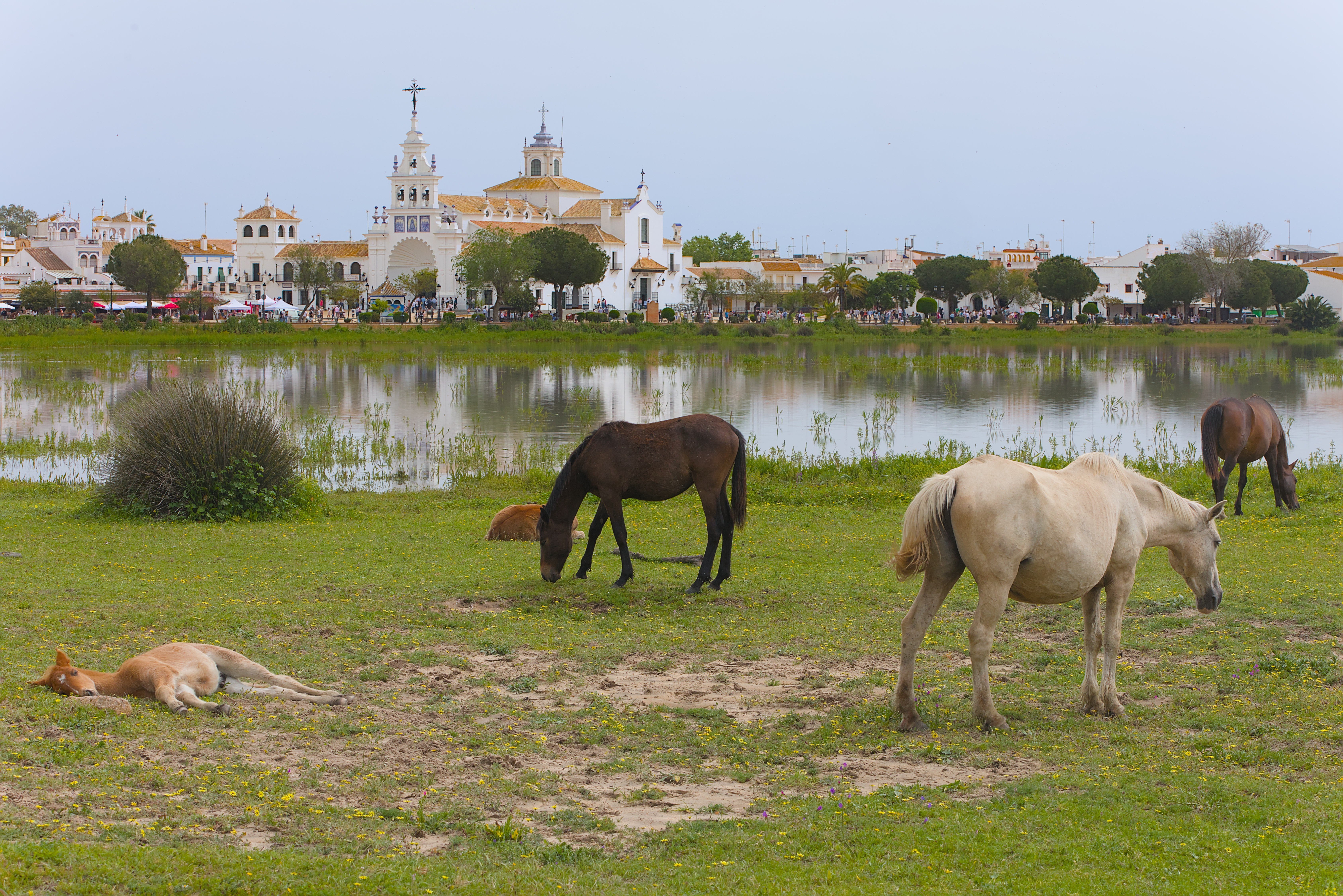
Vista sul da ermida de El Rocío

A aldeia de El Rocío, a 15 km a sul da cidade de Almonte, tem uma forma retangular e fica a norte da marisma, onde o riacho La Rocina desagua. As suas ruas, com exceção das que rodeiam a igreja, são retas e todas sem pavimento, refletindo um estilo arquitetónico e cultural único que foi exportado para as Américas. Tem uma população permanente de pouco mais de 1.000 habitantes e dispõe de uma escola, um centro de saúde, um ambulatório e um quartel. A maioria dos hotéis, restaurantes e atrações turísticas está localizada na área em redor da igreja e do passeio marítimo da marisma. Em setembro de 2024, iniciaram-se as obras do CECOPI (Centro Integrado de Coordenação Operacional), na zona norte, junto ao heliporto. Este hospital de alta tecnologia irá substituir o hospital de campanha temporário instalado anualmente durante a peregrinação. Acolherá também a polícia local e nacional, os bombeiros, o 112, o GREA (grupo de emergência andaluz), a Área Natural de Doñana, o centro de saúde e vários gabinetes para coordenar os serviços de segurança da região. O edifício ocupará uma área de 8.600 m² e conta com um investimento superior a 4 milhões de euros. Em 2024, o prestigiado jornal norte-americano The Washington Post publicou um artigo descrevendo El Rocío como "a aldeia sedutora onde o passado parece o presente". O artigo descreve brevemente o traje e as idiossincrasias de Almonte e destaca o lado romântico, literário e folclórico da peregrinação, mencionando a hospitalidade dos peregrinos e das novas gerações que participam neste evento. Um extenso acervo fotográfico acompanha o artigo, mostrando as características mais icónicas da paisagem natural, do vestuário e de outros costumes locais.

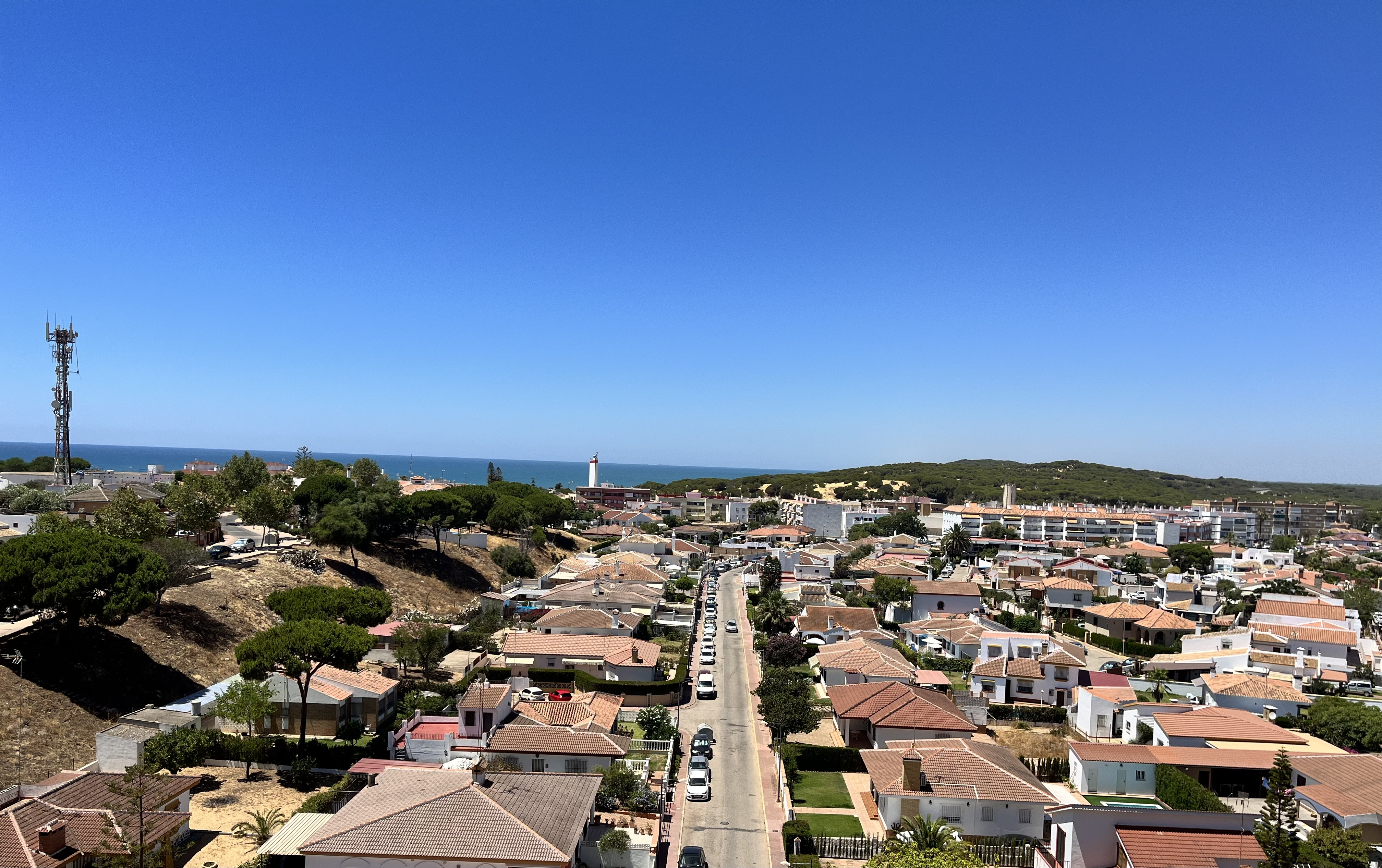
Centro de Matalascañas

 A cerca de 15 km mais a sul, na costa atlântica, encontra-se o centro urbano de Matalascañas, com uma área de 1 km de largura e 4 km de comprimento ao longo da praia. Tem uma população permanente de cerca de 3.000 habitantes. Começa com um farol na extremidade oeste e termina com o Gran Hotel el Coto e o parque nacional de Doñana na extremidade leste. É composto principalmente por vivendas e edifícios de vários andares com jardins e piscinas, bem como inúmeras ruas sem saída. A Carretera Norte, que atravessa toda a localidade e a separa do parque nacional, possui várias rotundas adornadas com diversos monumentos representativos e dá acesso aos diferentes sectores em que se divide Matalascañas. Dispõe ainda de uma ciclovia em toda a cidade, bem como de hotéis, diversos restaurantes e bares de praia, quatro clubes náuticos e de pesca, um cinema de verão, um local para grandes eventos e um campo de golfe atualmente encerrado. O Farol de Matalascañas, visível a olho nu a partir do município de Chipiona, é um ícone nacional devido à sua distinta forma triangular equilátera. Foi instalado em 1994 e tem 23 metros de altura, e a sua luz atinge uma distância de 20 milhas náuticas. O jornal El País incluiu-o na sua lista dos 10 faróis mais bonitos de Espanha.

## Geografía

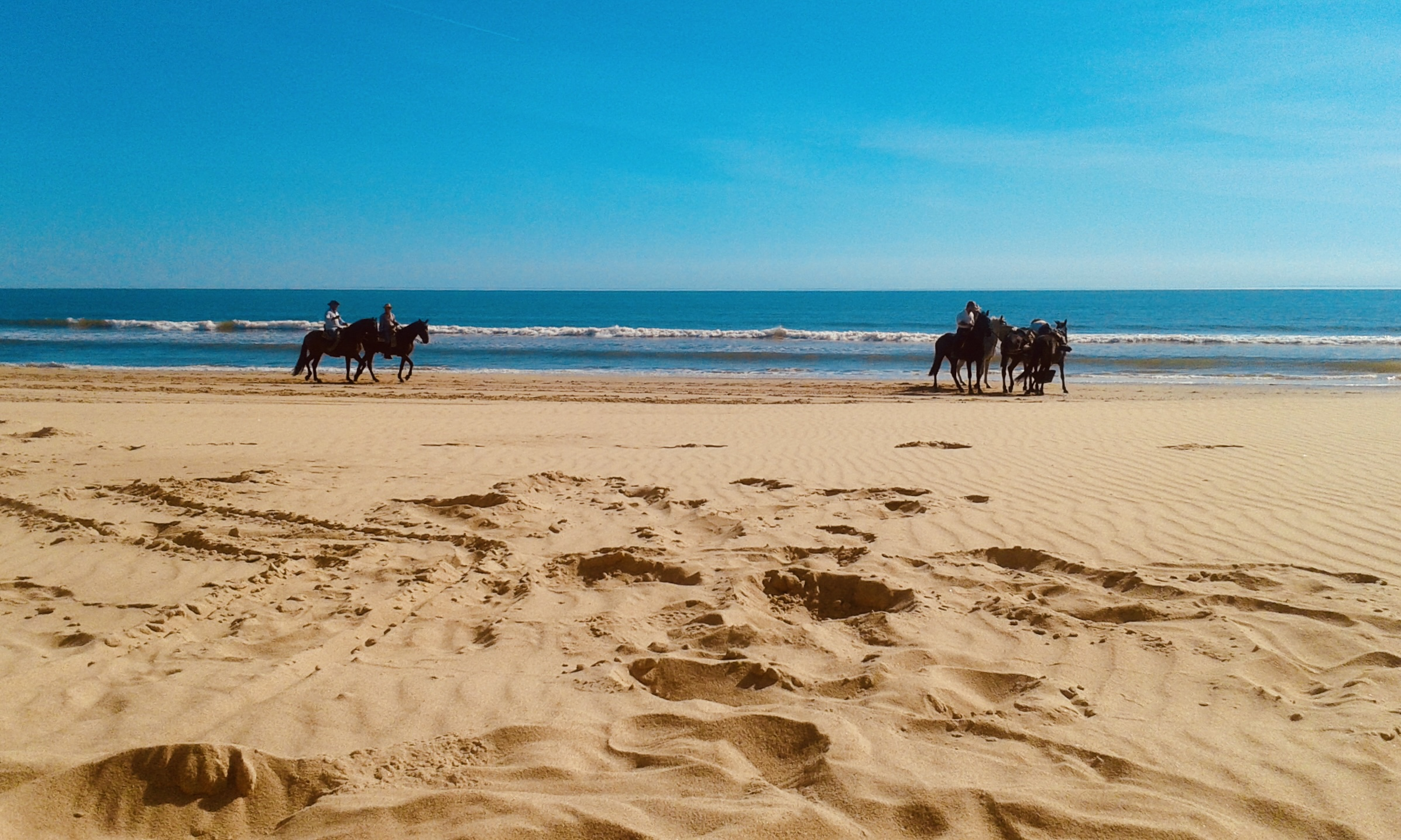
Cavalhos nas praias de Almonte

O município de Almonte, um dos maiores de Espanha, situa-se no sudeste da província de Huelva, na Costa da Luz, que se estende ao longo do golfo de Cádis até Tarifa. A maior parte desta costa é constituída por dunas semifósseis com alguma vegetação rasteira, sem terrenos rochosos ou irregulares. No entanto, um troço de vários quilómetros que inclui a praia Cuesta Maneli e a Torre del Oro alberga a falésia dunar mais alto da Europa, a cerca de 100 metros acima do nível do mar e considerado Monumento Natural da Andaluzia. As praias de Almonte são as maiores do país, estendendo-se por mais de 50 quilómetros ininterruptos, desde as ruínas da Torre del Río de Oro até ao rio Guadalquivir (quase metade de toda a costa de Huelva), 28 dos quais estão protegidos dentro do atual parque nacional de Doñana. Apenas 4 quilómetros da área, correspondentes a Matalascañas, estão urbanizados. Consiste em areia relativamente fina e de cor clara, com algumas modificações em vários locais devido às tempestades de inverno. Embora a maior parte do concelho contenha substrato argiloso, existe uma certa concentração de sílica e outros compostos sedimentares do Neogeno e do Quaternário na zona norte. A leste, encontram-se siltes amarelos do período Messiniano, frequentemente cobertos por areias basais. A sul, abundam as camadas eólicas, com aluvião e cascalho na zona norte. Almonte está localizado na parte norte do município, a aproximadamente 26 km do Oceano Atlântico em linha reta. A aldeia de El Rocío está localizada a 15 km a sul e, finalmente, a urbanização de Matalascañas na costa atlântica.

#### Unidades hidrológicas e cursos de água

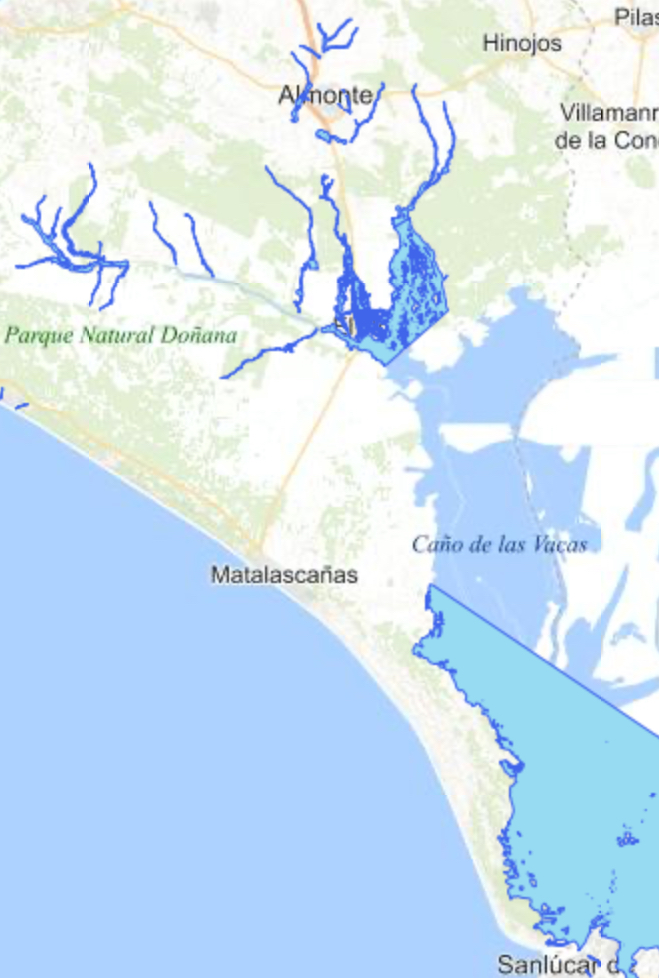
Zonas inundáveis

O aquífero "Almonte-Marismas" é o maior da província, com mais de 2.800 km² e até 150 metros de profundidade. É o principal corpo de água que alimenta o parque nacional de Doñana. É um sistema detrítico e poroso formado há 11 milhões de anos, durante o Tortoniano (Mioceno tardio). Comporta-se mais livremente em áreas com areia superficial, mas também possui uma parte confinada abaixo das marismas. As argilas estão intercaladas com estratos detríticos, formando um aquífero multicamadas sobre um leito impermeável de marga azul. Faz parte da Demarcação Hidrográfica do rio Guadalquivir e das Bacias Atlânticas da Andaluzia e não sofre intrusão marinha. Fornece também água a cerca de 22.000 hectares de terras irrigadas. Atualmente, existem três ribeiros principais e uma lagoa permanente em Almonte: Riacho Santa María, Riacho La Rocina, Caño Madre de las Marismas e Lagoa Santa Olalla.

### Clima
O clima desta zona é mediterrânico e oceânico, devido ao seu contacto com o Atlântico. Embora a área terrestre de Almonte seja extensa e existam microclimas em algumas zonas, a temperatura média é geralmente de 17 °C, com verões quentes e invernos suaves. A precipitação em Almonte é geralmente moderada, não ultrapassando os 700 mm por ano. O clima do parque nacional de Doñana é geralmente mediterrânico, com alguma humidade no inverno e verões semi-secos e suaves, dado que esta é uma zona onde convergem frentes polares e pressões subtropicais elevadas. A primavera e o outono são frequentemente marcados por chuvas torrenciais e gotas de frio polar, enquanto os anticiclones podem ocorrer no inverno. Embora a temperatura média do município seja amenizada pela influência do oceano, a zona costeira sofre com diversas tempestades de vento e ondas, especialmente no outono e no inverno, que em alguns anos causaram danos significativos no passeio marítimo e nos restaurantes. Isto significa que a Câmara Municipal tem de investir anualmente grandes somas em reparações ou melhoramentos em Matalascañas, por vezes ultrapassando um milhão de euros..
| Dados climatológicos para Almonte (1991-2021) | Dados climatológicos para Almonte (1991-2021) | Dados climatológicos para Almonte (1991-2021) | Dados climatológicos para Almonte (1991-2021) | Dados climatológicos para Almonte (1991-2021) | Dados climatológicos para Almonte (1991-2021) | Dados climatológicos para Almonte (1991-2021) | Dados climatológicos para Almonte (1991-2021) | Dados climatológicos para Almonte (1991-2021) | Dados climatológicos para Almonte (1991-2021) | Dados climatológicos para Almonte (1991-2021) | Dados climatológicos para Almonte (1991-2021) | Dados climatológicos para Almonte (1991-2021) | Dados climatológicos para Almonte (1991-2021) |
| Mês                                           | Jan                                           | Fev                                           | Mar                                           | Abr                                           | Mai                                           | Jun                                           | Jul                                           | Ago                                           | Set                                           | Out                                           | Nov                                           | Dez                                           | Ano                                           |
| --------------------------------------------- | --------------------------------------------- | --------------------------------------------- | --------------------------------------------- | --------------------------------------------- | --------------------------------------------- | --------------------------------------------- | --------------------------------------------- | --------------------------------------------- | --------------------------------------------- | --------------------------------------------- | --------------------------------------------- | --------------------------------------------- | --------------------------------------------- |
| Temperatura máxima média (°C)                 | 15,2                                          | 16,6                                          | 19,2                                          | 21,5                                          | 25,7                                          | 30,8                                          | 33,8                                          | 34,1                                          | 29,7                                          | 24,6                                          | 18,6                                          | 15,9                                          | 23,8                                          |
| Temperatura média (°C)                        | 10,3                                          | 11,5                                          | 13,9                                          | 16,2                                          | 20,1                                          | 24,6                                          | 27,2                                          | 27,4                                          | 23,8                                          | 19,5                                          | 14                                            | 11,3                                          | 18,31                                         |
| Temperatura mínima média (°C)                 | 6,2                                           | 6,9                                           | 9,1                                           | 11,1                                          | 14,3                                          | 18,5                                          | 20,6                                          | 21,2                                          | 18,5                                          | 15                                            | 10                                            | 7,6                                           | 14,3                                          |
| Chuva (mm)                                    | 54                                            | 50                                            | 58                                            | 56                                            | 35                                            | 8                                             | 1                                             | 3                                             | 27                                            | 75                                            | 60                                            | 78                                            | 505                                           |
| Fonte: ClimateData                            |                                               |                                               |                                               |                                               |                                               |                                               |                                               |                                               |                                               |                                               |                                               |                                               |                                               |

#### Política Ambiental
Desde a segunda metade do século XX, particularmente com a fundação do Parque Nacional de Doñana e o estabelecimento de culturas irrigadas na década de 1990, Almonte tem enfrentado uma significativa controvérsia europeia relativamente à coexistência do seu ambiente natural privilegiado com a crescente necessidade de desenvolvimento económico e industrial da cidade. Almonte foi o primeiro município de Espanha a assinar a Carta para a Sustentabilidade em 2000, que foi ratificada sete anos depois pelo presidente do país e utilizada em diversas áreas, incluindo o Plano Diretor Municipal. No ano anterior, a câmara municipal já tinha aderido às diretrizes da Carta de Aalborg das Cidades Europeias. É também membro fundador e alberga a sede da Associação de Municípios com Território em Parques Nacionais (Amuparna), criada em 1997 e com quase 100 municípios registados em todo o país. Desde o final da década de 1990, o município tem-se mantido na vanguarda da tecnologia ambiental e da sociedade, promovendo a preservação e a sensibilização ambiental no parque nacional de Doñana. Criou espaços como o Museu do Mundo Marinho (o primeiro museu de Espanha certificado com a ISO 14001), o primeiro campo de golfe ecológico da Europa, a sua dedicação à agricultura biológica e os seus inúmeros programas de apoio à agricultura tradicional.

### Flora e Fauna

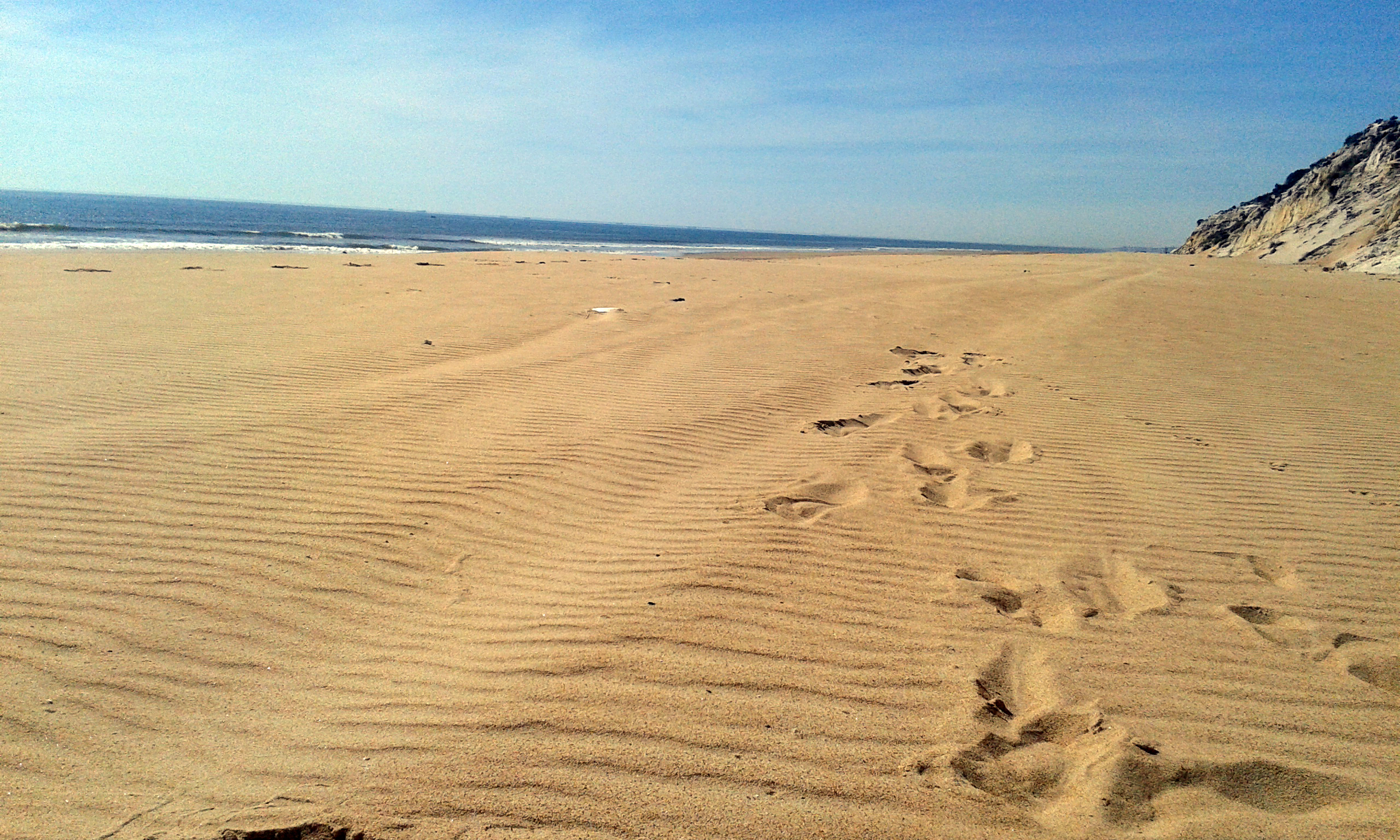
Maré baixa nas praias de Almonte

O município, que abrange grande parte da área de Doñana, alberga diversas espécies protegidas de flora, principalmente matagal mediterrânico, e também fauna, incluindo o cavalo marismeño (ancestral da espécie americana Mustangue), a vaca mostrenca, o lince-ibérico e a águia-imperial-ibérica. Existem também extensas áreas de pinheiros e vegetação rasteira reflorestada. Em julho de 2022, Almonte foi declarado "Quilómetro Zero de Biodiversidade na Europa" pelo "Corredor Biológico Global", um projeto internacional formado por cientistas, universidades e fundações de vários países. O concelho conta com diversos centros equestres e associações ambientais que zelam pela conservação destas espécies. Anualmente, são concedidos inúmeros subsídios europeus, estaduais, regionais e municipais para a conservação, o desenvolvimento e a promoção da flora e fauna da região, como o Pacto Andaluz para o Lince-ibérico, promovido pelo Junta da Andaluzia em 2002.